# Phaeochlaena lampra
Phaeochlaena lampra är en fjärilsart som beskrevs av Louis Beethoven Prout 1918. Phaeochlaena lampra ingår i släktet Phaeochlaena och familjen tandspinnare. Inga underarter finns listade i Catalogue of Life.